# (4326) McNally
(4326) McNally est un astéroïde de la ceinture principale.

## Description
(4326) McNally est un astéroïde de la ceinture principale. Il fut découvert le 28 avril 1982 à la station Anderson Mesa par Edward L. G. Bowell. Il présente une orbite caractérisée par un demi-grand axe de 3,07 UA, une excentricité de 0,21 et une inclinaison de 4,3° par rapport à l'écliptique.

## Compléments